# موتورشیپ کلاس امور
موتورشیپ کلاس امور (به انگلیسی: Amur-class motorship) یک کلاس از کشتی است که طول آن ۸۵٫۸ متر (۲۸۱ فوت) می‌باشد.